# Colodión húmedo

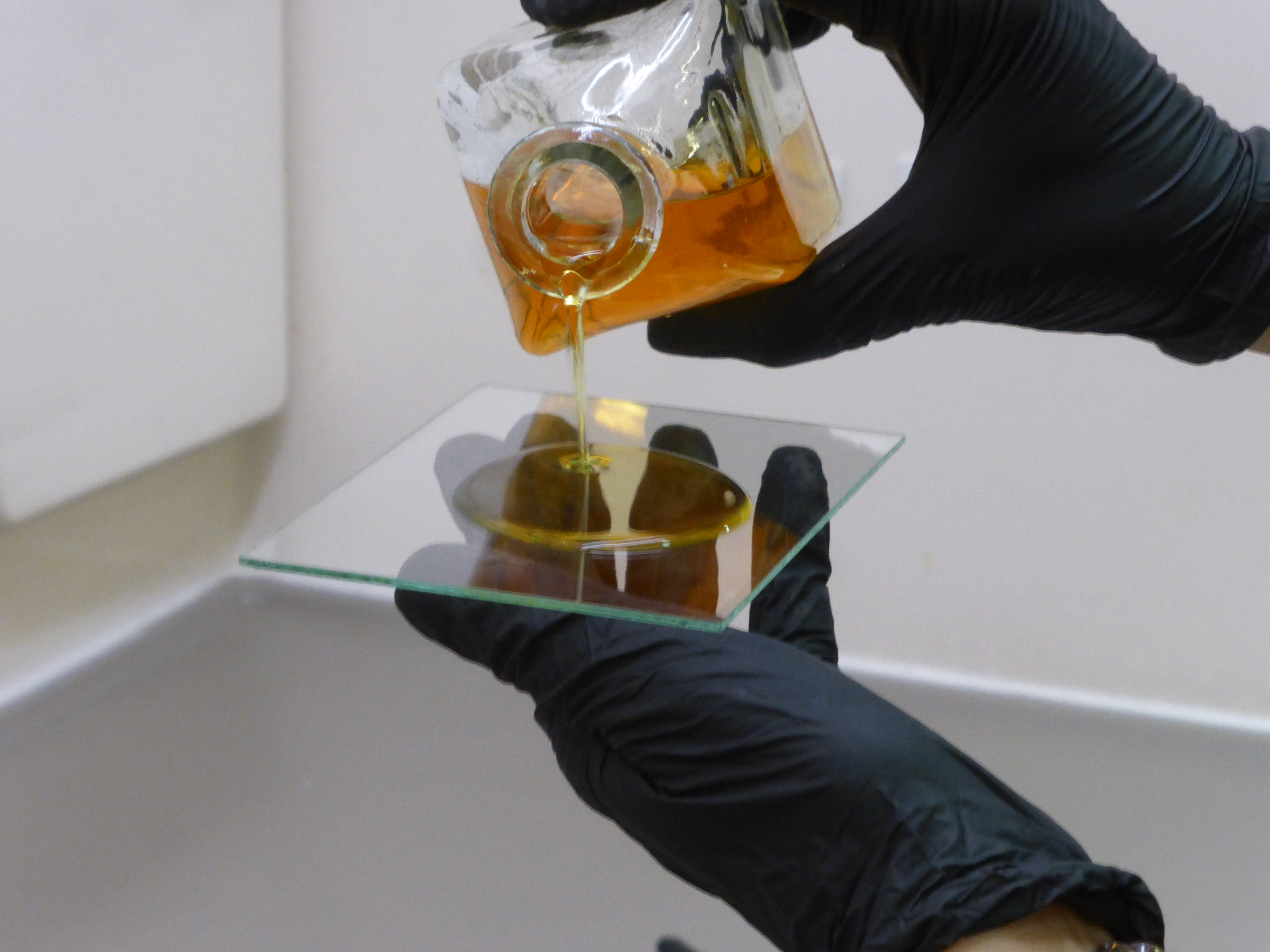
El colodión se vierte en una placa de vidrio, antes de la sensibilización con nitrato de plata. Rápidamente, se coloca en un chasis y se expone en la cámara.

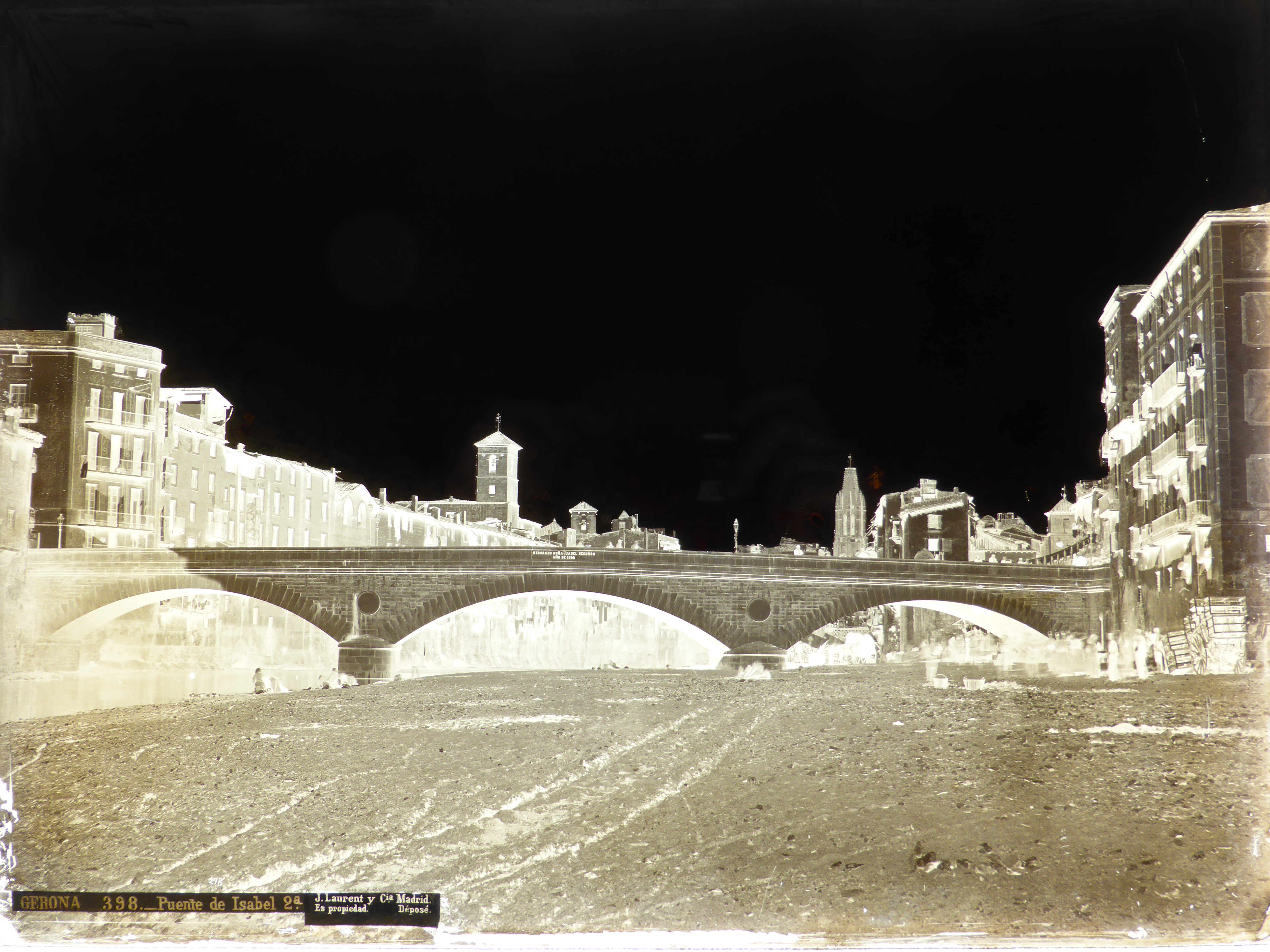
Gerona - Puente de Isabel II. En el invierno de 1866-1867, José Martínez Sánchez obtuvo este negativo original de vidrio al colodión, del formato 27 x 36 centímetros. Se conserva en el Instituto del Patrimonio Cultural de España.

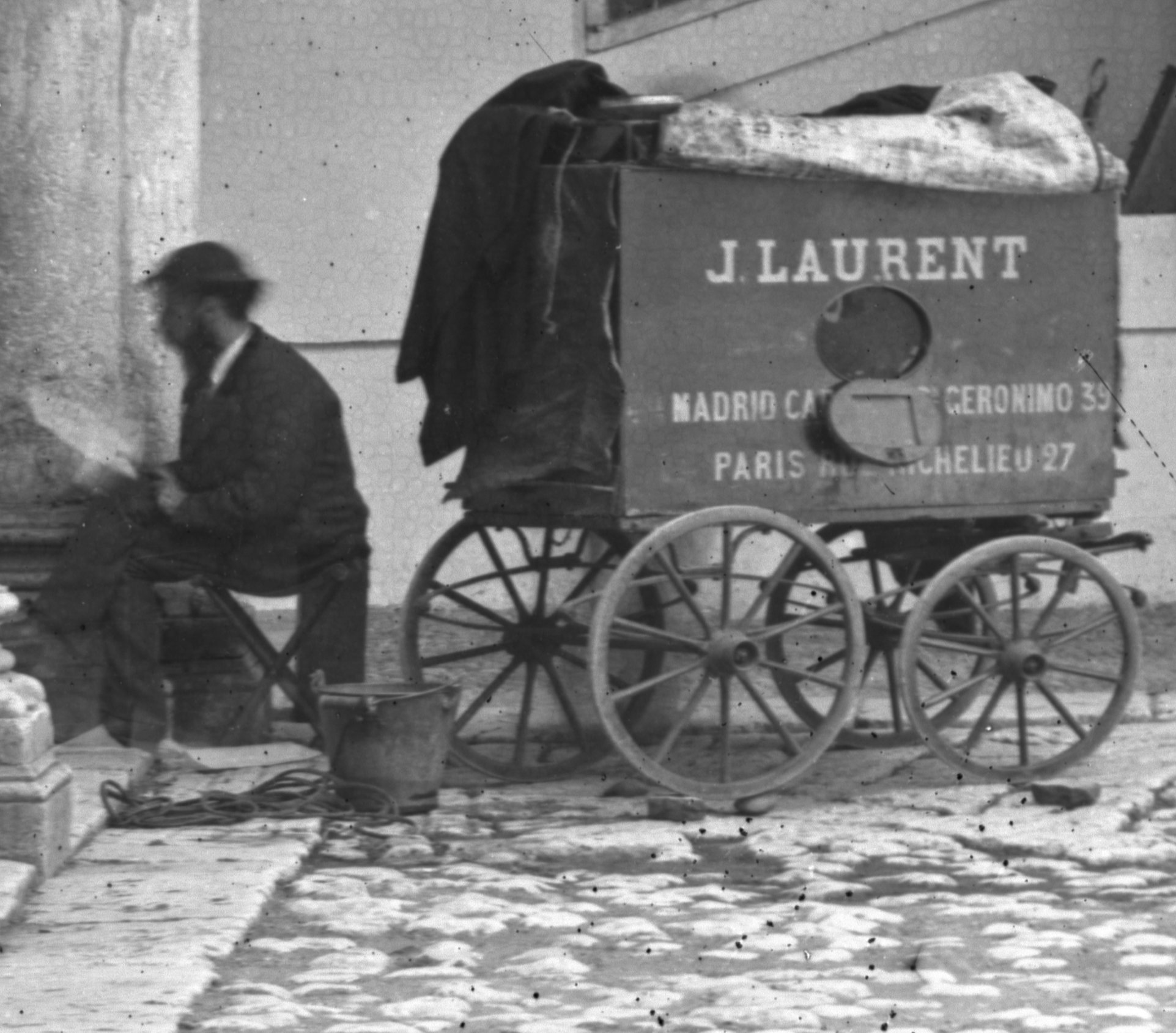
Detalle del carruaje laboratorio del fotógrafo J. Laurent en el año 1872, en Valladolid, para preparar y revelar negativos de vidrio al colodión. Fototeca del IPCE.

El colodión húmedo es un procedimiento fotográfico citado en el año 1850 por Gustave Le Gray, quien fue el primero en indicar un tratamiento con este compuesto, consiguiendo imágenes mediante el revelado con sulfato de hierro amoniacal. Frederick Scott Archer publicó en 1851, en Inglaterra, un estudio de tal agente que supuso un gran avance en el desarrollo de la fotografía. El método supone la utilización del colodión, una especie de barniz que se vierte líquido a las placas. El colodión se sensibilizaba en nitrato de plata. Las placas de vidrio tenían que estar muy limpias, para poder obtener imágenes nítidas y sin manchas.
Se llama colodión húmedo porque la placa debe permanecer húmeda durante todo el procedimiento de toma y revelado de las imágenes. Esto suponía que los fotógrafos tenían que llevar consigo el laboratorio fotográfico a fin de preparar la placa antes de la toma y proceder a revelarla inmediatamente. Se generalizó así el uso de tiendas de campaña y carruajes adaptados como laboratorios por los fotógrafos que trabajaban en el exterior.
Otro de los inconvenientes de este método era el de la fragilidad de las placas de vidrio empleadas como soporte, que a veces acababan rayadas o rotas, posteriormente. 
Con el empleo de este procedimiento se consiguió reducir el tiempo de exposición a unos segundos, lo cual provocó una disminución de los costes. Otra de las grandes ventajas era la estabilidad de la capa de colodión aplicada.
Su generalización motivó el abandono del empleo de otros procedimientos como el daguerrotipo (que no permitía sacar copias), o el calotipo (que presentaba menor nitidez). 
También supuso el acceso al mercado de imágenes de celebridades contemporáneas, por parte de la burguesía, normalmente en pequeñas fotografías del formato tarjeta de visita, en copias a la albúmina, que se coleccionaban en álbumes.

## Historia
El procedimiento fue desarrollado en 1851 por Frederick Scott Archer y Gustave Le Gray. El Conde de Lipa lo empleaba en España en 1853.
A partir del año 1855 se impuso como la técnica más utilizada. Entre los fotógrafos que adoptaron este procedimiento se encuentran algunos autores clásicos como Charles Clifford y J. Laurent, dos de los más importantes fotógrafos que trabajaron en España, en la época de la reina Isabel II.
En la década de 1880 su uso empezó a ser desplazado por la aparición de la instantánea fotográfica, de las "placas secas" de vidrio al gelatino-bromuro. Pero las placas de vidrio al colodión siguieron empleándose muchas décadas en los talleres de artes gráficas.

## Conservación de los negativos de vidrio al colodión
Los negativos antiguos de vidrio al colodión, originales del siglo XIX, deben conservarse en condiciones ambientales estables, con una humedad relativa entre el 30 % y el 40 %, y nunca superar el 50 %. Los expertos internacionales, como el portugués Luis Pavão, autor del libro Conservación de Colecciones de Fotografía, o la española Rosina Herrera, autora del nuevo libro Conservación y restauración de fotografía, recomiendan controlar la humedad relativa.
También Ángel Fuentes recalcó lo siguiente: La Humedad relativa y no la temperatura es la causa mayor del deterioro fotográfico por lo que la temperatura ideal es aquella más baja posible en la que podamos garantizar una humedad relativa entre 30% y 40%  sin más de un 5% de fluctuación.
En cambio, si se mantiene una imprudente humedad relativa extrema (más del 60 %) durante cuatro meses, el resultado será la lixiviación del vidrio.